# Teatro di Aarhus

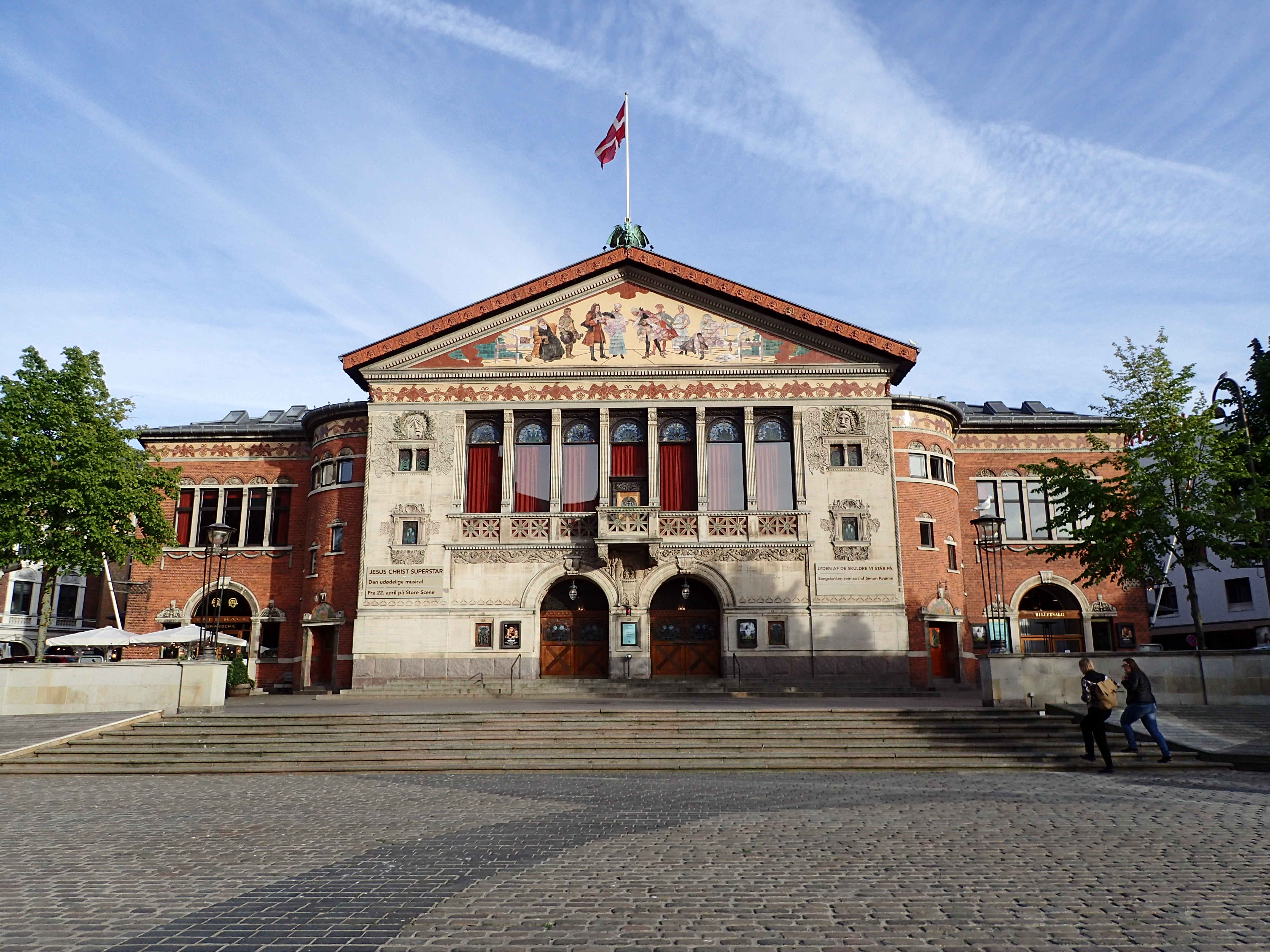
Il teatro di Aarhus

Il Teatro di Aarhus (in danese: Aarhus Teater) di Aarhus è il più grande teatro di provincia della Danimarca.

## Storia
L'attuale teatro è stato costruito alla fine del XIX secolo, in sostituzione del vecchio teatro, soprannominato "Svedekassen" (la scatola del sudore). Poiché Aarhus era cresciuta fino a diventare la più grande città dello Jutland nel corso del XIX secolo, il vecchio teatro era diventato troppo piccolo per soddisfare la domanda del pubblico. Un nuovo edificio fu progettato dall'architetto danese Hack Kampmann (1856-1920) e la costruzione iniziò il 12 agosto 1898. Solo due anni dopo, il Teatro di Aarhus fu completato e inaugurato il 15 settembre 1900.
Lo stile architettonico dell'edificio è l'Art Nouveau, con l'enfasi romantica nazionale sui materiali naturali, e il design degli interni è stato completato dagli artisti Hansen Reistrup e Hans Tegner.
Nel 2007, il Teatro di Aarhus è stato sottoposto a una ristrutturazione audio.